# Lijst van voetbalinterlands Guam - Sri Lanka
Deze lijst van voetbalinterlands geeft een overzicht van alle officiële voetbalwedstrijden tussen de nationale teams van Guam en Sri Lanka. De landen hebben tot op heden een keer tegen elkaar gespeeld. Dat was een kwalificatiewedstrijd voor de AFC Challenge Cup 2008 op 2 april 2008 in Taipei (Taiwan).

## Wedstrijden
| № | Plaats | Datum        | Competitie                          | Wedstrijd        | Uitslag |
| - | ------ | ------------ | ----------------------------------- | ---------------- | ------- |
| 1 | Taipei | 2 april 2008 | AFC Challenge Cup 2008 kwalificatie | Guam − Sri Lanka | 1 − 5   |

## Samenvatting
| Competitie                     | Totaal gespeeld | Winst Guam | Gelijk | Winst Sri Lanka | Doelsaldo Guam – Sri Lanka |
| ------------------------------ | --------------- | ---------- | ------ | --------------- | -------------------------- |
| AFC Challenge Cup-kwalificatie | 1               | 0          | 0      | 1               | 1 − 5                      |
| Totaal                         | 1               | 0          | 0      | 1               | 1 − 5                      |

GFA ·
Bondscoaches ·
Topscorers · 
Guamees vrouwenvoetbalelftal ·
Guam U21
Amerikaans-Samoa ·
Aruba ·
Australië ·
Bangladesh ·
Bhutan ·
Cambodja ·
China ·
Filipijnen ·
Hongkong ·
India ·
Iran ·
Laos ·
Macau ·
Malediven ·
Mongolië ·
Myanmar ·
Nieuw-Caledonië ·
Noord-Korea ·
Oman ·
Pakistan ·
Palestina ·
Salomonseilanden ·
Singapore ·
Sri Lanka ·
Syrië ·
Tadzjikistan ·
Taiwan ·
Turkmenistan ·
Vanuatu ·
Vietnam ·
Zuid-Korea
FSL ·
A-internationals ·
Sri Lankaans vrouwenelftal
Afghanistan ·
Bahrein ·
Bangladesh ·
Bhutan ·
Brunei ·
Cambodja ·
China ·
DDR ·
Filipijnen ·
Guam ·
Hongkong ·
India ·
Indonesië ·
Irak ·
Iran ·
Japan ·
Jemen ·
Jordanië ·
Kirgizië ·
Laos ·
Libanon ·
Macau ·
Malediven ·
Maleisië ·
Mongolië ·
Myanmar ·
Nepal ·
Noord-Korea ·
Oezbekistan ·
Oman ·
Pakistan ·
Palestina ·
Papoea-Nieuw-Guinea ·
Qatar ·
Saoedi-Arabië ·
Seychellen ·
Singapore ·
Soedan ·
Syrië ·
Tadzjikistan ·
Taiwan ·
Thailand ·
Turkmenistan ·
Verenigde Arabische Emiraten ·
Vietnam ·
Zuid-Korea